# فیلم زاپرودر

صحنه‌ای از فیلم زاپرودر

فیلم زاپرودر (انگلیسی: Zapruder film) یک سکانس فیلم ۲۶ ثانیه‌ای رنگی ۸ میلی‌متری صامت است که توسط آبراهام زاپرودر با دوربین فیلم خانگی بل و هاول گرفته شده‌است، در حالی که کاروان رئیس‌جمهور ایالات متحده جان اف کندی در ۲۲ نوامبر ۱۹۶۳ از دیلی پلازا در دالاس تگزاس عبور می‌کند و این فیلم ترور رئیس‌جمهور را به تصویر کشید. این فیلم با دوربین خانگی خیاطی اهل دالاس به نام آبراهام زاپرودر گرفته‌شده‌است. 
اگرچه این تنها فیلم تیراندازی نیست، فیلم زاپرودر به عنوان کامل‌ترین فیلم توصیف شده‌است که نمای نسبتاً واضحی از حادثه را ارائه می‌کند. این یک مدرک مهم قبل از جلسات استماع کمیسیون وارن و تمام تحقیقات بعدی ترور بود. این یکی از پرمطالعه‌ترین قطعات فیلم در تاریخ است، به‌ویژه ویدیوی آخرین شات که به ایجاد نظریه‌هایی در مورد اینکه آیا لی هاروی اسوالد قاتل تنها بوده یا خیر کمک می‌کند.
در سال ۱۹۹۴، این فیلم برای نگهداری در فهرست ملی فیلم ایالات متحده توسط کتابخانه کنگره به عنوان «از نظر فرهنگی، تاریخی، یا زیبایی شناختی مهم» انتخاب شد.

## ایجاد
آبراهام زاپرودر روی یک پایه سیمانی در امتداد خیابان الم در دیلی پلازا ایستاده بود و دوربین سری کارگردان زوماتیک مدل 414 PD Bell &amp; Howell را در دست داشت. او از زمانی که لیموزین ریاست‌جمهوری به خیابان علم پیچید و در مجموع ۲۶٫۶ فیلمبرداری کرد.